# Sabri Kiraz
Pour les articles homonymes, voir Kiraz.
Sabri Kiraz (né en 1918 à Constantinople, Turquie - mort le 12 janvier 1985) est un footballeur turc évoluant au poste de gardien de but, entraîneur à l'issue de sa carrière et par deux fois directeur technique de l'équipe nationale turque.

## Biographie
Après avoir été gardien de but de l'équipe de Fenerbahçe, Sabri Kiraz devient entraîneur. de 1966 à 1968, il est le directeur technique de Bursaspor et par la suite, il est l'entraîneur de Fenerbahçe. 
Il s'est également occupé de l'équipe de Zonguldakspor K et de celle de Göztepe Izmir.
Par ailleurs, il fut à deux reprises le directeur technique de l'équipe nationale turque de 1962 à 1963, puis de 1979 à 1980.